# Minecraft
Minecraft je graditeljska videoigra z elementi preživetvene videoigre razvijalskega studija Mojang, ki je prvič izšla kot javna preskusna različica leta 2009, polna različica pa leta 2011. Razvil jo je švedski programer Markus »Notch« Persson v programskem jeziku Java in že v preskusni fazi z njo požel velik uspeh, ob izidu polne različice pa je prepustil vlogo vodje razvoja Jensu Bergenstenu.
V Minecraftu igralci raziskujejo kockast, proceduralno generiran tridimenzionalen svet z značilnimi teksturami nizke ločljivosti, a praktično neomejeno prostranostjo. Kocke različnih materialov je možno razbiti in pobrati, nakar jih lahko igralec uporabi kot gradbeni material ali pa kombinira in iz njih izdela nove materiale, pa tudi različna orodja, orožja ter druge predmete. V osnovnem igralnem načinu se mora spopadati s sovražnimi pošastmi, ki se naključno pojavljajo v svetu, in najti hrano za vzdrževanje življenjske energije, obstajajo pa tudi drugi igralni načini. Pomemben segment je še večigralski način, v katerem lahko več igralcev raziskuje isti svet.
Po izidu in nadaljnjem razvoju je Minecraft postal prodajno najuspešnejša videoigra v zgodovini, do leta 2023 z več kot 300 milijoni prodanih izvodov in 140 milijoni mesečno aktivnih igralcev. Persson je pred izidom polne različice ustanovil studio Mojang, ki ga je leta 2014 prevzel Microsoft skupaj s pravicami za Minecraft. Pod Microsoftovim okriljem se igra aktivno razvija dalje in je bila predelana za številna okolja, poleg osebnih računalnikov še za prenosne naprave in razne konzole. Velika skupnost igralcev razvija tudi svoje dodatke in modifikacije, ki lahko spreminjajo razne mehanike igre ter dodajajo nove možnosti. Minecraft je bil deležen tudi odobravanja kritikov, po mnenju nekaterih je najboljša videoigra vseh časov. Priljubljenost vzdržujejo številne omembe na družbenih medijih, parodije, predelave, promocijski izdelki in vsakoletna namenska konvencija Minecon. Uporablja se tudi v izobraževanju na področjih računalništva, računalniško podprtega načrtovanja, kemije in drugih.

## Razvoj
Minecraft je bil samostojni projekt švedskega programerja Markusa Persson, bolje znanega pod vzdevkom Notch. Igra je bila prvič na voljo za igro 17. maja 2009 v Alpha verziji. V obdobju Alpha verzije je cena za nakup znašala 9,95 € in je kupcu zagotovila vse posodobitve za ves čas razvoja.
Razvoj se je nadaljeval vse do Beta različice 20. decembra 2010. Cena  je zrasla na 19,95 € in kupcu zagotovila vse naslednje posodobitve do vključno različice 1.0. Igra je 18. novembra 2011 na prireditvi MineCon uradno prišla do različice 1.0.0. Trenutna uradna različica je 1.19.3 in stane 23.95 €, vendar proizvajalci vedno dodajajo novejše neuradne verzije (t. i. snapshot) na Twitterju ter na njihovem blogu za hitrejše odkrivanje hroščev in manj problemov pri uradni verziji. 2. decembra 2012 je Markus »Notch« Persson sporočil javnosti, da odstopa od položaja glavnega razvijalca in bo ta naziv pripadel njegovemu zaposlenemu Jensu »Jeb« Bergenstenu. Notch je še vedno stranski razvijalec, a večino svojega časa namenja novi igri, trenutno imenovani Minicraft, s katero je začel na tekmovanju imenovanem Ludum Dare, kjer je izziv narediti igro iz nič v 48 urah ter tudi na svoji novi igri imenovani 0x10c (igra je preklicana). Danes Minecraft razvija tudi Microsoft.

## Različice
Alpha različica (17. 5. 2009)
Beta različica (20. 12. 2010)
Najstarejša različica igre Minecraft je 1.0.0 
Najnovejša uradna različica pa je 1.21.8

## Igralni načini
Glavni namen igre Minecraft je njen unikaten puščavniški RPG model, ki generira naključen svet in tako omogoča novo igralno izkušnjo v vsakem novem svetu. Igra je sama po sebi zelo enostavna, svet je narejen iz kock. Kocke lahko igralec poljubno uničuje in jih vstavlja v inventar. Ko razbije rudo dobi snov (npr. ruda premoga - premog, ruda diamanta - diamant...). na delovni mizi (ang. crafting table) lahko igralec izdela orodja in orožja, kot so lopata za nabiranje zemlje, kramp za razbijanje kamna ipd.  Ta postopek se imenuje »izdelovanje« (ang. crafting). Igra ima tudi več igralnih načinov, vsak od katerih predstavlja unikatno izkušnjo za igralca.

### Classic
Classic je prvotni način igranja. Ta del je v bil v prehodu na Beta verzijo odstranjen. Imel je možnost neomejene količine kock in hitro uničevanje kock, bil je tudi brez pošasti in namenjen grajenju brez omejitev oz. igralni peskovnik (sandbox).
Ta način je v trenutnih verzijah odstranjen in ga igralec lahko igra samo preko uradne strani v svojem spletnem brskalniku ali izbire classic verzije v zaganjalniku (launcher).

### Preživetveni (survival)
Drugi način igranja se imenuje Survival. Ta del je bil vključen že v času razvoja classic-a kot survival test in obstaja še danes. Je najbolj igrani del, kjer je cilj igre preživeti. Na poti igralcu stojijo pošasti, ki se prikažejo čez noč in ga hočejo pokončati. Trenutno obstaja 19 napadalnih pošasti, ki pridejo na plano ponoči. V tem načinu obstaja tudi lakota, ki ob izpraznitvi počasi zmanjšuje življenjsko energijo igralca. Igra sama po sebi nima konca, vendar je različica 1.0.0 predstavila realni konec, kjer mora igralec preiti v drug svet in tam uničiti zmaja, imenovanega Ender Dragon. Po uničenju se igra oz. tisti svet konča, vendar je možno še vedno nadaljevati z gradnjo.

### Ustvarjalni (creative)
Tretji način igranja se imenuje Creative. V creative načinu lahko igralec leti, ima neomejeno število vseh predmetov in dela, kar hoče. Creative je zamenjal classic v času Beta verzije.
V tem načinu pošasti niso napadalne. Igralec ne more umreti, razen, če pade iz sveta. Za creative je značilno grajenje struktur ali preizkušanje novih stvari (kock, pošasti, orožij...)

### Vražji (hardcore)
Četrti način igranja se imenuje Hardcore. Ta način je popolnoma enak kot Survival način, le da je igralec ob smrti primoran odstraniti svet in da je težavnost vedno nastavljena na težko. Kot že ime pove, je v tem igralskem načinu težje preživeti (več pošasti, hitreje noč ...).

### Adventure (pustolovski način)
Peti način igranja se imenuje Adventure. V tem načinu igralec ne more podirati kock ali jih razbiti brez primernega orodja, lahko pa še vedno uporablja redstone, vrata in druga dejanja. Primeren za pustolovske svetove.

### Spectator
V tem načinu lahko igralec samo opazuje, ne more podreti kock in nima inventarja. Lahko opazuje skozi oči pošasti, živali ali igralcev. Lahko leti skozi kocke.

## Dimenzije
V Minecraftu obstajajo 3 dimenzije: navadni svet (Overworld), pekel (The Nether) in konec (The End). Vsaka dimenzija ima svoj komplet pošasti, ki se v njej pojavljajo.

### Overworld (Čezsvet)
Kraj, kjer se pojavi (spawna) igralec in tam preživi večino časa. Ta dimenzija ima največ skupnosti z našim resničnim svetom, s seveda nekaj nadnaravnimi dodatki.

### The Nether (Pekel)
Pekel. Večinoma ga gradi poseben kamen (netherrack), ki gori večno, potem ko se vžge. V Netherju je možno najti tudi dokaj redko rudo, imenovano peklenski kremen (Nether Quartz) 
ter peklensko zlato rudo (nether gold ore ) in pa zelo redko surovino, starodavno ruševino (Acient Debris). S štirimi kosi zlata in štirimi kosi starodavnih ruševin lahko izdelaš najmočnejšo rudo v igri, netherite. Za prehod v to dimenzijo mora igralec zgraditi poseben portal. Za to potrebuje 10 do 14 kock obsidiana (vulkanskega kamna) in nekaj, s čimer lahko prižge ogenj (npr. kresilo). V novejši verziji lahko igralec najde tudi štiri nove biome (warped/ crimson foriest, basalt delta, soulsand valey,) v peklu lahko najdeš tudi trdnjave piglinov in peklensko trdnjavo (Nether Fortress).

### The End (Konec)
Otok, zgrajen iz zadnjega kamna (end stone), ki lebdi v koncu sveta. Tja lahko pridemo s pomočjo portala, ki ga najdemo v trdnjavi (Stronghold). Je dom končnega zmaja, najhujše pošasti v igri. Ko ga igralec premaga, se igra konča, seveda pa lahko še naprej gradi poljubne stvari. Ko je zmaj premagan, dobi igralec posebno kocko, ki ga teleportira do "končnega mesta" (End City).

### The Void (Praznina)
Praznina (The Void) je dimenzija, ki se nahaja pod temeljnim kamnom v navadnem svetu ali okrog konca (The End). V praznini se pošasti ne ustvarjajo. Tam igralec ne more graditi. Ko igralec potuje v praznino pod Y -64, začne umirati dokler ne zapusti praznine (v njej lahko tudi umre).

## Pošasti
- Creeper (Alias Creepus Explodus). Je zelena pošast, ki se zapodi za igralcem in ga lovi dokler mu ta ne zbeži. Če mu pride v bližino eksplodira, uniči bližnje kocke in poškuduje igralca. So tudi ene od redkih pošasti, ki v stiku s soncem ne gorijo in so zato nevarne igralcu tudi čez dan, ko večina pošasti zgori. Creeperji so neslišni in se pojavljajo ponoči in v neosvetljenih prostorih. Če v njega udari strela, postane električen creeper (charged creeper), ima 100% možnost spusta creeper-jeve glave. Če njegova eksplozija raznese ostale pošasti, recimo okostnjak, zombi in še nekaj drugih bodo te pošasti spustile svojo glavo. Zanimivo dejstvo je da je bil creeper sprva pujs.
- Okostnjak. Okostnjak, ki ima za orožje lok s katerim zelo natančno strelja na igralca ali drugo pošast, ki ga napade dokler ne uniči napadalca. Okostnjaki se največkrat prikažejo ob noči in pogorijo ob jutru, ko jih sonce zažge. So tudi eden izmed virov puščic, ki igralcu omogočajo da sam uporablja lok kot orožje. Njegove dobrine so lok, puščica, kost in točke
- Pajek. Pajek se zapodi za igralcem in ga napada dokler ta ne umre. Pajek ima sposobnost daljšega skakanja od igralca in plezanje, kar mu daje prednost v bitki. Pajek lahko igralca opazi skozi trde kocke, nato pa se zapodi za njem še preden ga igralec sploh opazi. Je druga bolj pogosta pošast, ki čez dan ne zgori, vendar s to razliko, da čez dan pajek ni agresiven, razen če ga igralec ne napade prvi.
- Zombi. Zombi je pogosta pošast, ki je počasna, vendar igralca v skupinah hitro preobremeni. Zombiji se prikažejo ponoči in v neosvetljenih jamah in zgorijo ob stiku s sončno svetlobo. Lahko tudi napadejo vaščana in ga spremenijo v zombija (zombie villager). Če zombija ubiješ dobiš gnilo meso, redkeje pa krompir, korenje in železo ali obrabljeno železno orodje.
- Chicken Jockey. Je mini zombi ali mini zombi vaščan, ki jezdi kokoš. Na soncu ne gori. Od verzije 1.8.1 se v vodi ne ločita (v prejšnjih različicah sta se).
- Enderman (enderski človek). Velika pošast, ki je sama po sebi nenevarna, dokler je igralec ne pogleda naravnost v oči. Ko igralec odmakne pogled, se Enderman zapodi za njim. Enderman ima sposobnost teleportiranja, kar ga naredi zelo nevarnega za neveščega igralca. Zmožni so tudi krasti kocke, kar lahko igralca, misleč da je varen, neprijetno preseneti. Če pride v stik z vodo, ga ta poškoduje. Visok je tri kocke, torej se lahko skriješ pod platformo ki je visoka 2 kocki in te ne more doseči.
- Jamski pajek. Podoben navadnemu pajku, vendar je strupen in bolj nevaren. Je tudi manjši, kar mu da možnost, da pride v prostore v katere navadni pajek ne more. Ima tudi to razliko, da jamski pajek se nikoli ne pojavi v običajnih okoliščinah kot normalen pajek. Pojavi se samo v zapuščenih rudnikih,  kjer njihovo število hitro naraste iz nič na več kot deset.
- Ghast (duh). Pošast, ki jo srečamo samo v drugem svetu oziroma The Nether. Je zelo velika in ob odkritju igralca na njega pošilja ognjene krogle, ki ob kontaktu s tlemi ali igralcem eksplodirajo. Duh mora imeti jasen pogled na igralca, preden bo le ta začel streljati na igralca.
- Srebrna ribica. To so zelo majhne ščetinorepke, ki se pojavijo v posebnem gradu, imenovanem Stronghold. Sama riba igralcu direktno ne prizadene poškodbe, vendar ga lahko hitro potisne v nevarno situacijo. Preden se pojavi, izgleda isto kot normalna kocka kamna vendar, ko ji igralec razbije kocko, se ribica prikaže in začne napadati igralca. Imajo tudi to sposobnost, da ena ribica lahko prebudi vse druge ribice v bližnjih kockah, kar povzroči pojav zelo veliko ribic v majhnem času.
- Sluz. Srednje velike zelene pošasti, ki se zelo redko pojavijo in ob pogledu na igralca tega takoj napadejo. Ko Sluz igralec ubije, se razdeli na dva manjša slima, ko je ubit manjši slime, se razdeli na 4 še manjše slime. Ko je najmanjši slime ubit, izpusti slime ball. Slime se naravno pojavi samo v močvirju in na superflat svetu in v nekaterih naključnih chunkih (16x16 blokov). Ob stiku s sončno svetlobo ne pogori.
- Kocka magme. Ena izmed mnogih The Nether pošasti, ki ob stiku z igralcem prizadene poškodbe, premika se s pomočjo hitrega skakanja in se ob uničenju razdeli na manjše magme kocke,  kot pri pošasti Slime. So tudi ena redkih pošasti, ki ob stiku z lavo ne pogorijo, lava jih samo upočasni.
- Zombie piglin (zombi pujs). Pošast, ki se zaredi v peklu in ne napada igralca, dokler igralec ne začne napadati. Navadno se zaredijo v skupinah. Če igralec napade enega, mu ostali člani skupine pomagajo. Imajo zlat meč. Ob padcu spustijo gnilo meso, zlato zrno in redko zlat meč.
- Spider Jockey (okostnjak na pajku). Je zelo redek pajek, ki ga jezdi okostnjak. Okostnjak na igralca strelja z lokom medtem ko ga pajek zelo hitro lovi. Pošast se pojavi ob pojavu pajka, ki ima 1 % možnost, da se na njegovem hrbtu pojavi še okostnjak. Pošast ima iste lastnosti kot 2 različne pošasti, to pomeni, da mora igralec ubiti obe pošasti posebej. Obe pošasti pogorita ob stiku s sončno svetlobo, pojavita se pa ponoči in tudi v neosvetljenih jamah.
- Čarovnica. Redka in nevarna pošast, ki igralca zastrupi in se pojavi v koči na vodi v močvirju. Ob smrti da prazno steklenico, del svetlečega kamna, smodnik, redstone prah, pajkovo oko, palico, sladkor ali vodo v steklenici, redko pa tudi napoj takojšnje regeneracije.
- Blaze (žarko). Pošast, ki jo igralec sreča v Peklu v Nether Fortress. Ko igralca še niso opazili, se držijo tal. Ko opazijo igralca začnejo leteti in streljati na igralca blaze rode, dokler le ta ne umre ali jih uniči. So ene izmed težjih pošasti, zaradi letenja je meč proti njim neuporaben, lok pa pusti igralca odprtega za napade, puščice pa tudi odbijajo. Blaze ima tudi to lastnost, da ji lava nič ne naredi, igralec jo pa lahko napada s snežnimi kepami, to je ena od redkih uporabnih vrednostih snežne kepe. Ob stiku z vodo umre.
- Wither Skeleton (posušen okostnjak). Napadalna pošast, ki jo igralec sreča v Peklu. Po navadi se ta najde v bližini Nether Fortress ali pa v notranjosti. Ima kamnit meč in ne loka. Ob uničenju spusti kosti, premog in redko tudi njegovo glavo.
- Wither (ovenelec). Druga najnevarnejša pošast, ki je zelo napadalna. Sam od sebe se ne pojavi nikoli, najprej ga je potrebno zgraditi. Med bojevanjem z Witherjem se nebo potemni. Ob smrti odvrže peklensko zvezdo, iz katere lahko igralec izdela svetilnik.
- Ender Dragon (enderski zmaj). Zmaja lahko igralec sreča samo tako, da se odpravi v svet imenovan The End. To je svet, kjer je polno Endermanov, po nebu pa leti Enderdragon. Za uničenje zadnje pošasti mora igralec najprej uničiti stolpe v tem svetu, ki ga zdravijo, nato pa še uničiti pošast. Ko pošast umre, dobiš zmajevo jajce. Ko ga ubiješ, tudi zmagaš igro. Ob zaključitvi igre se prikaže zadnji košček zgodbe, ki je enaka za vse, ne glede na to kaj je igralec delal v tistem svetu.
- Endermite (enderska pršica). Majhna napadalna pošast. Endermite je enako velika kot Sliverfish, vendar se ne more skriti v steno. Pojavi se, ko vržete Ender Pearl (enderov biser), ki ga dobite s premaganjem Endermana.
- Guardian (varuh). Pošast, ki jo najdemo v podvodnih guardian templjih. Vate strelja žarke, ki ti na določen čas zbijejo življenje. V templjih najdemo zlate kocke. Spominja na ribo napihovalko.
- Elder guardian (varuh starešina). Pošast, ki jo najdemo v guardian templjih. V vsakem templju so trije. Dokler ne ubiješ vseh treh, ne moreš uničevati kock. Ob smrti vedno odvrže spužve.
- Shulker (školjkar). Pošast, ki je podobna kocki in jo najdemo v gradovih v Endu. Na igralca streljajo krogle, ki ga poženejo v zrak. Ko se efekt konča, igralec pade na tla.
- Polar Bear (severni medved). Medved, dodan v verziji 1.10. Najdemo ga lahko v snow (sneženem) biomu. Napade le, če ga ti napadeš najprej. Ko umre, odvrže ribe.

## Prijazna bitja
- Krava: prijazno bitje, ki je pomembno za igralca, ker ob premaganju igralec dobi Leather (Usnje) in surovo govedino. Desni klik na njo s praznim vedrom pomolze kravo in igralec dobi mleko, ki ga lahko uporablja za piškote in torte. Krava sledi igralcu, če ima v rokah pšenico.
- Prašič: žival, ki jo najdemo v navadnem svetu. Ob smrti pujsa igralec dobi surovo svinjino. Če na pujsa udari strela, postane Zombie Pigman (Zombi Pujs) . Pujs sledi igralcu, če ima v roki korenje.
- Ovca: prijazna žival, ki ob smrti igralcu da volno (v verzji 1.8 še Raw Mutton) . Z volno igralec lahko naredi posteljo, ki je za preživetje zelo pomembna.
- Kokoš: žival, ki nese jajca, uporabna za izdelovanje torte, ob smrti pa odvrže surovega piščanca in pero. Kokoš sledi igralcu, če ima v roki semena.
- Zajec): žival, ki ob smrti izpusti zajčje meso in zajčjo kožo, redkeje pa tudi zajčjo tačko.
- Vaščan: najdemo jih v vaseh v navadnem svetu (Overworld). Z njimi je možno trgovati, valuta so smaragdi, njihov inventar pa je odvisen od poklica, ki ga imajo (mesarji, kmetje, kovači itd.). Ob smrti ne spustijo ničesar.
- Papiga: Možno jo je udomačiti s semeni. Pleše v bližini gramofona, pa tudi oponaša pošasti, ki so od nje oddaljene največ 30 kock. Papige so različne in raznobarvne, med njimi rumenoprsa ara.
- Volk: najdemo jih le v navadnem svetu (Overworld), in navadno niso napadalni. Napadli te bodo le, če jih prvi udari igralec. Ko napadejo, imajo oči rdeče barve. Volka lahko udomačiš, s tem da mu ponudiš kosti. Lahko ga tudi nahraniš ali ozdraviš, tako da ga nahraniš s katerokoli vrsto mesa.

## Nevtralna bitja
Pasivna bitja so prisotna v vseh dimenzijah. Vedejo se lahko napadalno (ponavadi zaradi 'provokacij' oz. neposredne škode s strani igralca, v to škodo se ne vključujejo učinki napojev, eksplozija dinamita, lava,....) ali pa normalno.
- Čebela. Najpogosteje najdena okrog čebelnjakov v ravnih travnatih biomih.
- Jamski pajek. Manjši od navadnega pajka, najden le v rudnikih in sicer zraven njihovih kock stvaritve (spawnerjev). Ob napadu zada strup.
- Enderman. Prisoten v vseh dimenzijah. Višji od igralca ter ima zmožnost teleportacije. Ob provokaciji (gledanju v oči brez buče na glavi ali neposrednem napadu) se do igralca sunkovito teleportira in ga napada.
- Koza. Prisotna v goratih predelih. Napada po naključju tako, da se v igralca zapodi ter ga s tem rahlo poškoduje in od sebe odbije.
- Železni golem. Prisoten v vaseh in v ječah postojank roparjev (pillagerjev). Napadalen le ob neposrednem napadu igralca. Lahko se ga tudi ustvari z uporabo buče in železnih kock.
- Lama. Naravno prisotna v savanah ali pa je spremstvo potujočega trgovca. Napada s pljuvanjem, kar zada malo škode, le ob neposrednem napadu igralca.
- Panda. Prisotna v džunglah. Napadalna le ob neposrednem napadu igralca. Po napadu se do igralca premika zelo počasi.
- Pujsoglavec. Prisoten v peklu v vseh biomih. Napadalen le ob neposrednem napadu igralca ali ob ne nošenju zlatega oklepa (škornje, hlače, naprsni oklep, čelada). V izogib napada mora igralec nositi del zlatega oklepa. V zameno za zlato palico je pripravljen tudi trgovati v stanju napadalnosti ali mirovanja.
- Polarni medved. Prisoten v biomu zasneženih travnikov, biomu ledenih špic in biomu zamrznjenega oceana. Napadalen le ob neposrednem napadu igralca.
- Pajek. Pojavi se v temnih prostorih in ponoči, kjer je tudi ves čas napadalen. Le podnevi je napadalen ob neposrednem napadu igralca.
- Volk. Prisoten v gozdovih kot član tropa volkov. Napadalen je le ob neposrednem napadu igralca, kar sproži napadalnost tudi ostalih volkov v bližini. Lahko se ga udomači tako, da se mu da kost.
- Zombificirani pujsoglavec. Prisoten v peklu in je naravno nenapadalen. Napadalen je le ob neposrednem napadu igralca, kar povzroči napadalnost tudi ostalih zombificiranih pujsoglavcev v bližini.